# Pterolophia wittmeri
Pterolophia wittmeri är en skalbaggsart som beskrevs av Stefan von Breuning 1975. Pterolophia wittmeri ingår i släktet Pterolophia och familjen långhorningar. Inga underarter finns listade i Catalogue of Life.